# أوسكار بيانكي
أوسكار بيانكي (بالإيطالية: Oscar Bianchi)‏ هو ملحن إيطالي، ولد في 1975 في ميلانو في إيطاليا.